# Stjepan Grgac
Stjepan Grgac (* 17. September 1909 in Novaki bei Zapresic; † 15. Dezember 1960 in Sesvete) war ein Radrennfahrer aus dem früheren Jugoslawien und nationaler Meister im Radsport.

## Sportliche Laufbahn
Er bestritt von 1927 bis 1939 Radrennen. Dabei konnte er viermal bei den jugoslawischen Meisterschaften im Straßenrennen siegen, er gewann den Titel 1930, 1932, 1933 und 1939. Grgac startete für den Verein Sokol Zagreb. Sein erster größerer Erfolg war der Gewinn der Meisterschaft von Zagreb 1928, die er dann durchgehend bis 1935 gewann. 1934 wurde er Dritter beim Rennen Wien–Graz und bestritt die Ungarn-Rundfahrt. 1935 war er Zweiter der Rumänien-Rundfahrt hinter dem Polen Zigmund. Im selben Jahr gewann er die Rundfahrt von Sofia nach Warna in Bulgarien. Er siegte sechsmal bei der kroatischen Meisterschaft. Bei der 1937 erstmals ausgetragenen Rundfahrt durch Kroatien und Slowenien (Kroz Srbiju) wurde er Zweiter.
1936 startete er bei der Tour de France mit drei weiteren Teamkameraden in der Nationalmannschaft Jugoslawiens, schied aber auf der 15. Etappe aus dem Rennen aus.

## Berufliches
Grgac absolvierte eine Ausbildung zum Elektriker und arbeitete im Elektrizitätswerk seiner Heimatstadt.

## Ehrungen
Sein Sohn Krešo Grgac rief 1971 ein Gedenkrennen für seinen Vater (Stjepan Grgac Memorial) in Ivanic-Grad ins Leben.